# Voisin triplano
El Voisin Triplano fue un bombardero experimental, para cuatro tripulantes, fabricado por Gabriel Voisin en 1915. Después de realizar unas pruebas no satisfactorias con el prototipo de 1915, se construyó una versión modificada con motores más potentes en 1916, como Voisin E.28, pero el modelo no entró en producción.

## Diseño y desarrollo

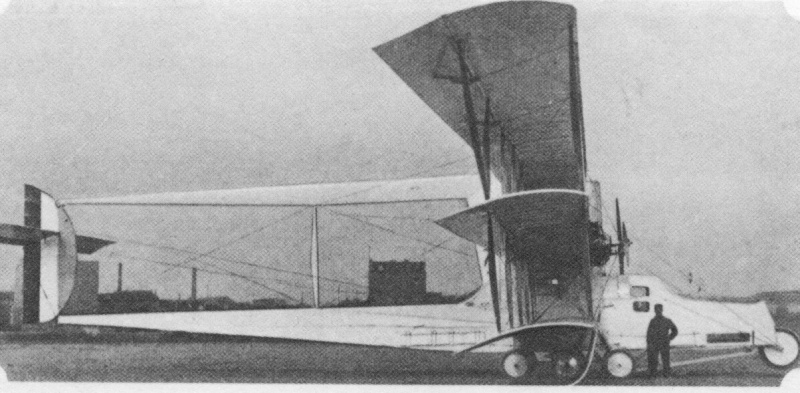
Triplano de 1915.

El Voisin Triplano tenía una configuración poco ortodoxa, ya que las superficies de la cola eran soportadas entre el fuselaje y un botalón superior unido a la sección central del ala superior. Los cuatro motores estaban instalados en tándem en dos góndolas situadas en el ala central. Se le dotó con dos puestos de ametralladoras, uno en el morro y otro detrás del borde de fuga de las alas, disparando hacia abajo a través de una abertura en el fuselaje.
El primer avión construido estaba propulsado por cuatro motores de 150 hp, pero las prestaciones no fueron satisfactorias; un segundo avión fue construido con cuatro motores Hispano-Suiza de 150 kW (200 hp) y un fuselaje rediseñado de sección circular.
El modelo de 1915 desarrollaba una velocidad máxima de 140 km/h, su envergadura era de 38 m, su altura de 5,42 m, pesaba 4500 kg y podía cargar 2000 kg (incluidos el combustible, lubricantes y tripulantes). Su techo rondaba los 2000 m de altitud y tenía una autonomía de 420 km.

## Operadores
Francia
- Aeronáutica Militar Francesa

## Especificaciones (Voisin E.28)
Referencia datos: French aircraft of the First World War, Flight

### Características generales
- Tripulación: Cuatro
- Longitud: 21,8 m (71,5 ft)
- Envergadura: 35,4 m (116,1 ft)
- Altura: 5,8 m (19 ft)
- Superficie alar: 200 m² (2152,8 ft²)
- Peso vacío: 4500 kg (9918 lb)
- Peso cargado: 6985 kg (15 394,9 lb)
- Planta motriz: 4× motor lineal V8 refrigerado por agua Hispano-Suiza 8Bc.
  - Potencia: 160 kW (221 HP; 218 CV) cada uno.
- Hélices: Bipala tractoras y propulsoras de paso fijo

### Rendimiento
- Velocidad máxima operativa (Vno): 125 km/h (78 MPH; 67 kt) a 2000 m (6600 pies)
- Techo de vuelo: 3000 m (9843 ft)
- Carga alar: 34,9 kg/m² (7,2 lb/ft²)
- Tiempo a altitud: 2000 m (6600 pies) en 25 min 30 s

### Armamento
- Cañones: 

  - 2x Hotchkiss de 37 mm

## Aeronaves relacionadas

### Secuencias de designación
- Secuencia Alfanumérica (interna de Voisin): ← IV - V - VI - Triplano - M - O - VII →